# McCartney
McCartney är den brittiske popartisten Paul McCartneys första soloalbum efter tiden med The Beatles, släppt 1970.
När skivan distruerades till kritiker, journalister och discjockeyer fanns i konvolutet en A4 innehållande en "intervju" med McCartney där denne avvisade ett samarbete med övriga Beatles-medlemmar inom överskådlig tid. Denna intervju har ofta setts som tecknet på slutet för Beatles. Detta A4 fanns dock inte med på de skivor som distribuerades i öppna handeln.
Skivan spelades in både på Abbey Road-studion och i McCartneys hemstudio. McCartney spelar alla instrument på skivan, och är med undantag av en del sångharmonier från hustrun Linda den ende som hörs på albumet.
Ett par låtar (Hot as Sun, Teddy Boy, Junk) var skrivna under Beatles-tiden, medan andra komponerades på plats i studion. Många av de senare är instrumentallåtar (Valentine Day, Momma Miss America, Kreen-Akrore).
Inga singlar släpptes från skivan, även om Maybe I'm Amazed ofta framhållits som dess bästa låt och allmänt anses vara av Beatles-klass.1977 släpptes dock en live-version av denna låt som singel.
Omslaget föreställer en skål med körsbär utrspridda på ett golv. På baksidan finns ett foto med Paul bärande sitt barn innanför jackan. Baksidans omslag har blivit betydligt mer känt än framsidans, något som är mycket ovanligt. Länge var det också baksidans omslag som återgavs på miniatyrbilder, men på senare år har framsidans omslag börjat bli mer vanligt.

## Låtlista
Alla låtar skrivna av McCartney om inget annat anges 
1. "The Lovely Linda"
2. "That Would Be Something"
3. "Valentine Day"
  - Fick sitt namn eftersom den spelades in 14 februari 1970.
4. "Every Night"
5. "Hot As Sun/Glasses"
  - Innehåller även ett brottstycke av den annars outgivna låten "Suicide". "Hot as Sun" är en låt som Paul skrev redan innan Beatles slog igenom.
6. "Junk"
  - Skrevs redan 1968 i Indien och demades inför inspelningarna av Beatles' White Album.
7. "Man We Was Lonely"
8. "Oo You"
9. "Momma Miss America"
10. "Teddy Boy"
  - En version med Beatles ingick i den ursprungliga versionen av LP:n Get Back, som t.o.m. var uppressad i en första upplaga innan den drogs in på sommaren 1969. Denna version saknar dock en del av de textrader som ingår på albumet McCartney. Däremot medverkar John Lennon aktivt som square dance-ledare, ett inslag som saknas på LP:n McCartney. Låten togs dock bort redan på den andra versionen av Get Back-LP:n, som Glyn Johns sammanställde i januari 1970. Den fanns inte heller med på Phil Spectors slutgiltiga ommixningsversion av albumet, som på våren 1970 gavs ut med titeln Let It Be. Men faktum är att Spector även mixade om Teddy Boy och denna Beatlesversion finns tillgänglig på s.k. bootlegs, dvs. piratskivor. Teddy Boy finns också med på Beatles dubbel-cd Anthology 3.
11. "Singalong Junk"
  - En instrumental version av Junk.
12. "Maybe I'm Amazed"
13. "Kreen-Akrore"

## Listplaceringar
| Lista (1970)   | Position            |
| -------------- | ------------------- |
| Australien     | 1 (Go Set)          |
| Danmark        | 5                   |
| Finland        | 9                   |
| Frankrike      | 4                   |
| Japan          | 13 (Oricon)         |
| Kanada         | 1 (RPM)             |
| Nederländerna  | 3                   |
| Norge          | 2 (VG-lista)        |
| Storbritannien | 2 (UK Albums Chart) |
| Sverige        | 5* (Kvällstoppen)   |
| USA            | 1 (Billboard 200)   |
| Västtyskland   | 15                  |